# Poecilosclerida
Poecilosclerida (лат.) — отряд морских губок из класса обыкновенных губок (Demospongiae). Это наиболее своеобразный отряд обыкновенных губок, насчитывающий более 2200 видов (World Porifera Database). Он содержит около 25 признанных семейств. Для них характерно наличие микросклероцитов, то есть мельчайших спикул, разбросанных по телу тканям, обычно в диапазоне 10-60 мкм, имеющих лопатообразную структуру на конце.
Большинство семейств живородящие, с личинками паренхимеллами, равномерно реснитчатыми.

## Семейства
По состоянию на 2018 год признаны следующие семейства:
- Acarnidae
- Chondropsidae
- Cladorhizidae[4]
- Coelosphaeridae
- Crambeidae
- Crellidae
- Dendoricellidae
- Desmacididae
- Esperiopsidae
- Guitarridae[4]
- Hymedesmiidae
- Iotrochotidae
- Isodictyidae
- Latrunculiidae
- Microcionidae
- Mycalidae
- Myxillidae
- Phellodermidae
- Podospongiidae
- Tedaniidae